# Ancistrus galani
Az Ancistrus galani a sugarasúszójú halak (Actinopterygii) osztályának harcsaalakúak (Siluriformes) rendjébe, ezen belül a tepsifejűharcsa-félék (Loricariidae) családjába tartozó faj.

## Előfordulása
Az Ancistrus galani Dél-Amerikában fordul elő. A Maracaibo-tóba ömlő Socuy-folyómedencéhez tartozó Los Laureles nevű barlang lakója. Venezuela egyik endemikus hala.

## Megjelenése
Ez a tepsifejűharcsafaj legfeljebb 5,6 centiméter hosszú. A hátúszóján csak egy tüske látható. Barlanglakóként a hal elvesztette a színezetét, szemei pedig visszafejlőstek; bőr fedi őket. A szája szélein csökevényes bajuszszálak vannak. Az algaevő harcsákra jellemző bokros feji nyúlványok, ennél a fajnál hiányzanak. Teste lapított. Farokúszójának az alsó nyúlványa hosszabb, mint a felső.

## Életmódja
A trópusi és hegyvidéki édesvizeket kedveli. Mint a többi algaevő harcsafaj, a víz fenekén él és keresi meg a táplálékát.

## Felhasználása
Az Ancistrus galaninak nincsen halászati értéke. Legfeljebb az akváriumok részére fognak be belőle.